# Margarita de Bar
Margarita de Bar (1220-1275) era hija de Enrique II de Bar y su mujer Felipa de Dreux. Fue condesa de Luxemburgo por su matrimonio con Enrique V de Luxemburgo. Es también conocida como Marguerite de Bar.

## Familia
Los abuelos maternos de Margarita fueron Roberto II de Dreux y su segunda mujer, Yolanda de Coucy. Sus abuelos paternos fueron Teobaldo I de Bar y su segunda mujer, Ermesinde de Brienne.
Margarita fue la mayor de los siete hijos de sus padres. Su hermano fue Teobaldo II de Bar. Su hermana Juana se casó con Federico de Blamont. El resto de sus hermanos murieron jóvenes o no se casaron.

## Matrimonio
En 1240, Margarita se casó con Enrique V de Luxemburgo. Margarita tenía veinte años, y Enrique veinticuatro.
Margarita entregó a Enrique Ligny-en-Barrois como dote, aunque por una cláusula en el contrato de matrimonio, quedó bajo la soberanía feudal del condado de Bar. Ante este hecho, Enrique rindió homenaje en 1256 a Teobaldo II de Navarra, en su calidad de Conde de Champaña. El hermano de Margarita, Teobaldo II de Bar, aprovechó el conflicto alternando entre Federico III de Lorena (su primo) y los obispos de Metz. Enrique V era partidario del duque y Teobaldo tomó partido por el obispo. Enrique fue capturado en batalla en Prény el 14 de septiembre de 1266. El 8 de septiembre de 1268, Luis IX arbitró entre los condes y Enrique fue liberado y recuperó Ligny, pero bajo soberanía de los Barrois.
Margarita y Enrique tuvieron siete hijos:
- Enrique VI (muerto 1288), conde de Luxemburgo
- Waleran I (muerto 1288), conde de Ligny y de Roussy
- Isabel (1247–1298), casada con Guido de Dampierre
- Felipa (1252–1311), casada con Juan II,[2] conde de Holanda
- Margarita
- Felicitas
- Juana (muerta en 1310), abadesa de Clairefontaine

Margarita y Enrique hicieron las paces con Guido de Dampierre casándole con su hija, Isabelle. Su otra hija, Felipa, se casó con Juan II, conde de Holanda y fueron abuelos de Felipa, Reina de Inglaterra y Margarita II, Condesa de Henao.
Murió en 1275, seis años antes de la muerte de su marido.